# Айвазян, Армен Мартинович
Армен Айвазян (арм. Արմեն Այվազյան, род. 14 мая 1964, Ереван) — армянский историк и политолог. Директор Центра стратегических исследований «Арарат» (Ереван), старший научный сотрудник Матенадарана. Кандидат исторических наук (1992) и доктор политических наук (2004).
С 1992 по 1994 гг. работал помощником президента РА, советником министра иностранных дел РА, действующим председателем делегации РА в СБСЕ в Вене. Работал в университетах США: в 1995 г., по гранту Нью-Йоркской Корпорации Карнеги, в рамках «Программы по анализу и разрешению конфликтов» Максвелской Школы Гражданства и Управления Сиракузского университета; в 1997—1998 академическом году, по гранту Фулбрайта, в Центре русских и восточно-европейских исследований Станфордского университета. В 2000—2001 гг., по гранту Фонда им. Александра С. Онассиса, работал приглашенным стипендиатом ELIAMEP — Эллинистического фонда Европейской и зарубежной политики (Афины).
A. Айвазян работал также приглашенным профессором на факультете Политологии и международных отношений Американского университета Армении, преподавателем в Государственном университете Еревана и профессором на кафедре политологии Государственной Академии Управления РА. Был также руководителем группы в программе «Кампания против юридических и социальных предпосылок коррупции в Армении» (2004—2005), спонсируемой Европейской Комиссией.
В своих работах Айвазян обвиняет западные научные и политические круги в преднамеренной фальсификации истории Армении. В своей работе «Освещение истории Армении в Американской историографии (Критический обзор)» он подвергает резкой критике целый ряд известных западных арменологов и кавказоведов, в том числе и армянского происхождения, среди прочих профессоров Рональда Григора Сюни, Роберта Томпсона, Джеймса Рассела, Ричарда Ованнисяна и многих других.
Айвазян был единственным из историков, который не был приглашен на проходивший 15-20 сентября 2003 года в Ереване первый Международный конгресс арменоведов. В декабре 2003 года в Ереванском государственном университете докторская диссертация Айвазяна по истории была провалена. Как отмечает сочувствующая Айвазяну пресса, в Армении его взгляды разделяют «малое исключение» историков.
A. Айвазян автор ряда монографий, множества научных статей, опубликованных в Армении и за рубежом.
Женат, имеет дочь.

## Основные работы
1. Основы армянской идентичности: Армия, язык, государство (2007)
2. Серия «Про Патрия». Том II. Вопросы стратегии и безопасности. Исследования. Составитель, редактор и автор предисловия А. Айвазян, Ереван (2007)
3. Серия «Про Патрия». Том I. Освобожденная территория Армении и урегулирование карабахского конфликта. Сборник статей и материалов. Составитель, редактор и автор предисловия А. Айвазян, Ереван (2006)
4. Антология международного антикоррупционного опыта. Составитель, автор предисловия и примечаний А. Айвазян. Под ред. А. Айвазяна и Г. Язычяна, Ереван (2006)
5. Стратегия развития арменоведения в меняющейся международной научной среде, «Айастан» (специальный выпуск), № 3 (5) (сентябрь, 2005)
6. Основные элементы к доктрине национальной безопасности в Армении (2003, 2-е дополненное изд. 2004, на арм. яз.);
7. Армянская церковь на перепутьях армянского освободительного движения в XVIII веке (2003, на арм. яз.);
8. Родной язык и возникновение национализма. Сравнительный анализ армянских и европейских первоисточников (2001, на арм. яз.);
9. Кодекс чести армянского воинства в 4-5-м веках (2000, на арм. и рус. яз.);
10. Освещение истории Армении в американской историографии: критический обзор (1998, на арм. яз.);
11. Урегулирование нагорно-карабахского конфликта и стратегическая безопасность Армении (1998, на арм. яз.);
12. Армянское восстание 1720-х годов и угроза геноцидального подавления (на англ. яз., 1997).